# Microphileurus subulo
Microphileurus subulo är en skalbaggsart som beskrevs av Heinrich Bernward Prell 1912. Microphileurus subulo ingår i släktet Microphileurus och familjen Dynastidae. Inga underarter finns listade i Catalogue of Life.